# عملية مطار لارنكا الدولي
في 18 فبراير 1978، أغارت قوات مصرية على مطار لارنكا الدولي، بالقرب من لارنكا، في قبرص. تدخلت القوات المصرية في محاولة لتحرير رهائن عملية خطف. حيث قام مغتالون بقتل الأديب يوسف السباعي وزير الثقافة في عهد الرئيس أنور السادات. احتجز المختطفون بعد ذلك عددا من العرب الذين كانوا يحضرون مؤتمرا في نيقوسيا. كانت القوات القبرصية تحاول التفاوض مع المختطفين في المطار، وفي أثناء ذلك قررت السلطات المصرية إرسال قوات من وحدات الصاعقة الخاصة، دخلت القوات المصرية دون استئذان السلطات القبرصية وشنت هجوما على المطار. قامت القوات القبرصية بالاشتباك مع القوات المصرية، ونتيجة لذلك، انقطعت العلاقات السياسية بين مصر وقبرص لسنوات عدة.

## التفاصيل

### ظروف الاختطاف
اختطفت مجموعة من أفراد جماعة أبو نضال التابعة للنظام العراقي في ذلك الوقت طائرة من طراز dc-8 على متنها 16 شخصا من رهائن مصريين وعرب وهبطت الطائرة في مطار لارنكا الدولي في قبرص. كان المختطفين قبل ذلك قد قتلوا الكاتب المصري يوسف السباعى وصديق مقرب من الرئيس السادات.

### تدخل القوات المصرية
بعد نشر الخبر في مجلة تايمز حزن الرئيس السادات لاغتيال صديقه المقرب فقام بالاتصال بالرئيس القبرصى سبيروس كبريانو وطلب منه إنقاذ الرهائن في الطائرة المختطفة وتسليم الخاطفين للقاهرة. استجاب الرئيس القبرصى لطلب السادات وذهب بنفسه للمطار وتأخرت عملية تحرير الرهائن. أرسل الرئيس السادات نخبة قوات الخاصة المصرية وهي قوة صاعقة خاصة على متن طائرة من طراز سي-130 إلى قبرص مع إرسال رسالة للرئيس القبرصى تحتوى فقط هذه العبارة؛ (الرجال في الطريق لإنقاذ الرهائن) دون توضيح ما إذا كانوا قادمين جواً أو ماهي نواياهم. بمجرد وصول الطائرة للمطار بدأت الوحدة الهجوم بأكملها رغم عدم وجود تصريح بالهجوم من قبرص. خرجت من الطائرة عربة جيب عسكرية بداخلها 3 رجال في مقدمة طابور من 58 رجلا من الوحدة وهناك تقارير تقول أنهم كانوا 74 رجلا متحركون ناحية الطائرة المخطوفة.
بمجرد اتجاه القوات ناحية الطائرة التي احيطت بقوات الأمن القبرصية أطلق رجال الأمن إنذارا شفهيا بالتوقف وتسليم أنفسهم والعودة للطائرة لعدم وجود إذن أو إعلام بوجود هجوم لتحرير الطائرة.
بعد ذلك تبادل الطرفان إطلاق النار وتم تدمير العربة الجيب بقذيفة آر بى جية قبرصية مما أدى لمقتل طاقمها الثلاثة. بعد تدمير العربة وتوقفها وجد القبارصة أنفسهم على بعد 300 متر من القوات الخاصة المصرية التي ظهر جليا افتقارها لأى تغطية حيث تفرقوا في أنحاء المدرج وانبطحوا وتبادلوا إطلاق النار من الأسلحة والرشاشات الثقيلة. قام القبارصة باستهداف الطائرة المصرية بقذيفة مضادة للدبابات من عيار 106 مم في مقدمتها مما أدى لمقتل طاقم الطائرة. بعد ذلك تبادل الطرفان إطلاق النار لأكثر من ساعة على مدرجات المطار واتخذ بعض أفراد القوات المصرية من طائرة فرنسية قريبة غطاء لهم. كان الرئيس القبرصي في برج المراقبة يراقب ما يحدث دون أن يحرك ساكنا إلى أن تم إجبارة على المغادرة حيث استهدفت القوات المصرية البرج بالأسلحة الثقيلة.
أسفرت العملية عن مقتل 12 من جملة 58 من أفراد القوة بالإضافة لطاقم الطائرة وإصابة 15 بجروح خطيرة نقلوا على إثرها للمستشفى مع عدم توضيح مصير الباقين حيث يقال أنهم رفضوا تسليم أنفسهم حتى تم التفاوض مع القاهرة لإصدار أمر بالانسحاب بعد مهمة دبلوماسية. في خضم الهجوم استسلم خاطفوا الطائرة وسُلموا لاحقا للقاهرة حيث حكم عليهم بالإعدام ثم خفف الحكم. أسفرت العملية عن قطع العلاقات الدبلوماسية لقبرص مع القاهرة لعدة سنوات حتى اغتيال السادات في 1981 حيث طلب الرئيس القبرصى إعادة العلاقات مع تقديم اعتذار رسمي للقاهرة ولكنة قال إنه لم يكن ممكنا إعطاء الإذن للمصريين للهجوم على الطائرة.

## بعد الأحداث
أسفرت عن قتل خمسة عشرة من الصاعقة المصريين وجرح ما يزيد على ثمانين مصابا من الطرفين وتم القبض على باقي رجال الصاعقة المصريين ممن بقوا على قيد الحياة وتم القبض على الخاطفين، وفي اليوم التالي أرسلت مصر وزير الدولة للشئون الخارجية بطرس بطرس غالى - لقبرص للتفاوض مع القادة القبارصة لإعادة رجال الصاعقة المصريين للقاهرة مساهمة في إنقاذ العلاقات الدبلوماسية المصرية القبرصية وتسليم الخاطفين لمصر لمحاكمتهم. في بادئ الأمر رفضت قبرص عودة رجال الصاعقة لمصر بأسلحتهم إلا أن الوزير المصري رفض ذلك، وانتهى الأمر إلى عودة رجال الصاعقة المصريين بكامل اسلحتهم شريطة وضعها في صناديق مغلقة يتم وضعها في باطن الطائرة. عاد رجال الصاعقة المصريين إلى مصر بكامل أسلحتهم ولم يتم تسليم الخاطفين ليتم محاكمتهم في قبرص، وبعد إقلاع الطائرة التي كانت تقل بطرس غالى ورجال الصاعقة المصريين من قبرص متوجهة إلى القاهرة، أعلنت السلطات المصرية قطع العلاقات الدبلوماسية مع قبرص وسحب الاعتراف بالرئيس القبرصي، وقام القضاء القبرصي بالحكم على الخاطفين بالإعدام - بعد عدة أشهر - أصدر الرئيس القبرصي قراراً بتخفيف الحكم ليصبح السجن مدى الحياة، وبعدها تم إطلاق سراح الخاطفين وتهريبهم خارج قبرص.[بحاجة لمصدر]

## اقرأ أيضا
- مصر للطيران الرحلة 648
- الوحدة 777
- العلاقات القبرصية المصرية